# El lavatori
El lavatori o Crist rentant els peus als seus deixebles era el tema preferit del pintor Jacopo Tintoretto i com a mínim es coneixen sis obres seves que el tracten. L'escena prové d'un passatge que es narra al tretzè capítol de l'Evangeli segons Sant Joan que explica el moment en què Crist, abans de l'Últim Sopar, va rentar els peus dels seus deixebles. Aquest passatge bíblic demanava una imatge complexa, amb molts personatges amb diverses posicions i moviments, i la diversitat i el repte van atreure Tintoretto. Les pintures es van encarregar a diverses esglésies de Venècia, tot i que des de llavors quatre dels sis quadres han marxat d'Itàlia.

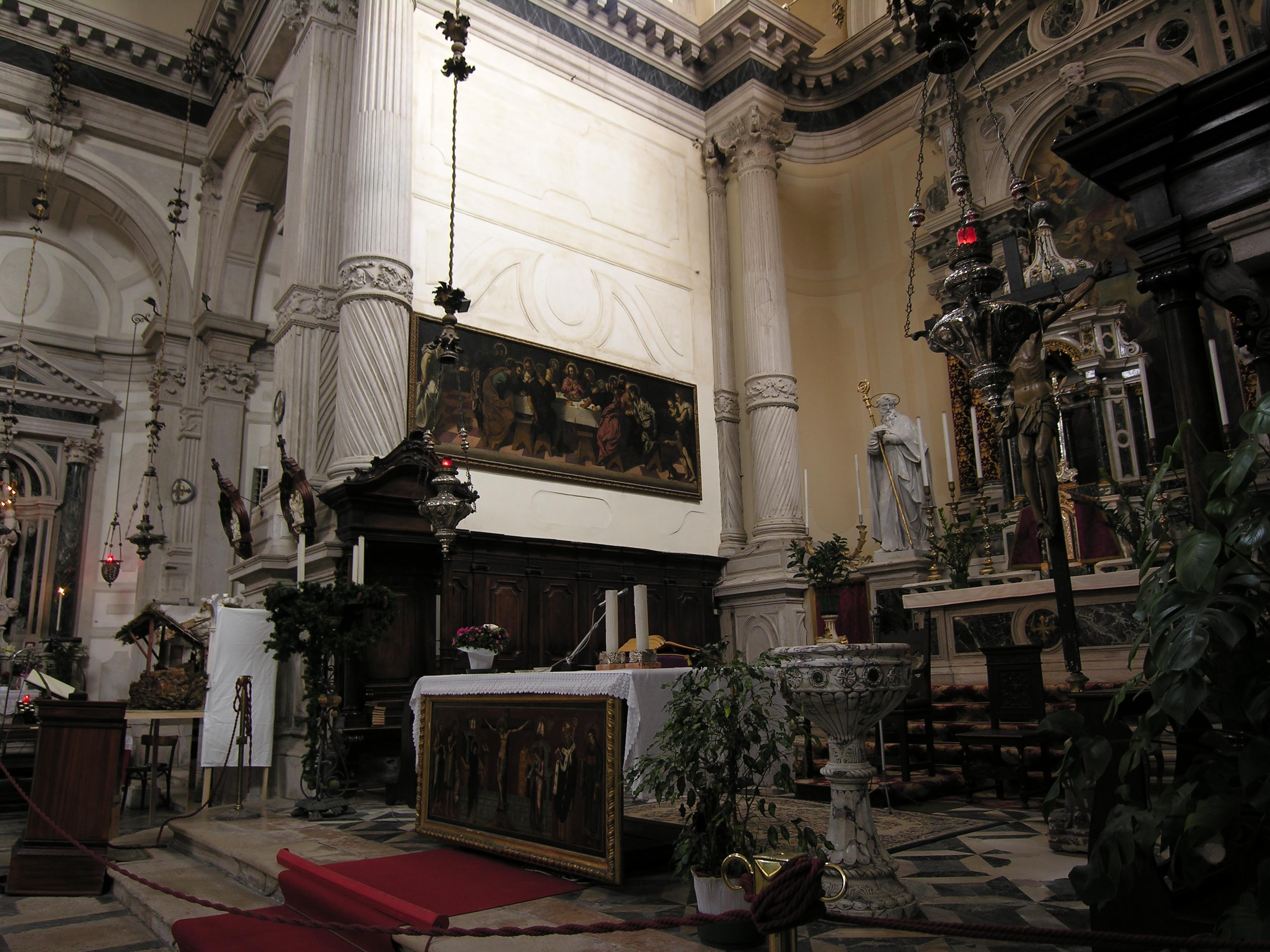
Santa Cena al costat esquerre de l'altar, a San Marcuola. El lloc on havia d'anar El lavatori era a la dreta, on ara hi ha una còpia de Carlo Ridolfi.

## Versions del Prado i de la Shipley
L'obra es va pintar el 1549 i feia parella amb l'Última Cena de Tintoretto, que encara s'exhibeix a San Marcuola de Venècia. Crist i Sant Pere estan al costat dret de la imatge, que és una posició inusual, ja que normalment se situaven al centre de la composició. Aquest fet s'explica pel seu posicionament original a l'església a la part dreta de l'altar. Veure la pintura des d'un angle lateral permet que la perspectiva del terra enrajolat i la mirada dels deixebles cap a Jesús posi l'èmfasi en el seu estatus com a tema principal del quadre. Al costat esquerre hi ha Judes Iscariot vestit de vermell brillant i lleugerament aïllat de la resta de personatges. Al centre de la composició hi ha la resta de deixebles, reunits al voltant de la taula on es feia el sopar, i s'han representat amb un cert toc d'humor mentre s'esforcen a treure's les mitges. Al fons, damunt de Jesús, hi ha un portal que s'obre a una habitació on té lloc l'últim sopar. L'obertura de l'esquerra mostra edificis amb una arquitectura elaborada i fantàstica que està estretament relacionada amb els dissenys de Sebastiano Serlio.
La pintura que originalment es va encarregar per a l'església de San Marcuola tradicionalment s'ha convingut que és la que actualment s'exposa al Museu del Prado de Madrid. L'obra es va retirar de San Marcuola a mitjans del segle xvii, segons ho testimonia Carlo Ridolfi. Per substituir-lo, el mateix Ridolfi va pintar una còpia del quadre i aquesta còpia és la que avui es pot veure a Venècia. La història precisa de la pintura no està clara però potser és la que es registra que va formar part de la col·lecció del rei Carles I d'Anglaterra. Amb la Guerra Civil anglesa es va desglossar gran part de la col·lecció de Carles I i el quadre de Tintoretto el va comprar el 1654 Luis Méndez de Haro, que el va donar a Felip IV de Castella, de la mà del qual finalment va passar a formar part de la col·lecció del Prado.
També hi ha una versió a la Galeria d'art Shipley, que té el mateix disseny global que la pintura de Prado però varia en molts petits detalls. Hi ha debats entre els estudiosos sobre quina part d'aquestes dues obres va pintar Tintoretto i quant van fer els components del seu taller. També hi ha proves que suggereixen que la galeria d'art Shipley podria ser propietària de l'original:
Ara es considera que la versió de la Shipley és la pintura original de San Marcuola. Hauria estat traslladada de l'església cap al 1648 i la següent notícia es que el comerciant i empresari francès que retornava a París Alexis Delahante la va posar a subhasta el 2 de juny de 1814 a la Phillips de Londres. Al lot 43 es va vendre a H. Baring Esq., De Devonshire Place, Londres, per 32,12,0 £ i ell mateix la va ventre l'endemà a Sir Matthew White Ridley de Blagdon, Northumberland, per 431,0 £. Posteriorment la pintura es va donar a l'actual catedral de Sant Nicolau, Newcastle upon Tyne, on va ser penjada el juliol de 1818. Després de la seva autenticació el 1976 per Rodolfo Palluchini, expert en l'obra de Tintoretto, l'obra es va enviar a Londres per netejar i restaurar-la, i es va oferir en préstec al Tyne and Wear Museums el 1980, quan es va exhibir a la galeria d'art Shipley. El 1982 va formar part de a la gran exposició The Genius of Venice que es va fer a la Royal Academy de Londres.
El quadre el va comprar al Capítol de l'Església de la Catedral de Sant Nicolau, Newcastle, el Tyne and Wear Museums el 1986, amb el finançament del Fons Nacional de Col·leccions d'Art, el Fons Memorial del Patrimoni Nacional, el Fons de Compra V&A / MGC, el Pilgrim Trust i el Sir James Knott Trust.
L'historiador de l'art Christopher Lloyd, que té entre les seves àrees d'expertesa principals el renaixement italià, l'impressionisme francès i l'art britànic, descriu la versió de Shipley al seu llibre In Search of a masterpiece: An art lover's guide to Great Britain and Ireland:: "Aquest enorme llenç una vegada va adornar la part dreta de la capelleta de l'església de S. Marcuola de Venècia, on estava equilibrada a l'esquerra per l'Últim Sopar. Si bé aquesta última roman a l'església, sembla haver-se eliminat per alguna raó, possiblement ja des del segle xvii. Pot haver pertangut al segle xviii a Sir Joshua Reynolds; el 1814 va ser venuda a Londres a Sir Matthew White Ridley, qui la va presentar a l'església de Sant Nicolau a Newcastle upon Tyne quatre anys després. Shipley Art Gallery la va adquirir el 1987 i va afegir a la seva col·lecció una de les millors fotografies venecianes del país."

## Versió de Toronto
Donat que sovint els col·leccionistes privats sol·licitaven còpies d'una obra pública destacada, també hi ha una versió d'aquest quadre a Toronto. Aquesta versió havia format part durant molts anys de la col·lecció de la família noble irlandesa dels barons de Farnham. El 1959 es va cedir a la Art Gallery d'Ontario en un acord orquestrat per Sir Anthony Blunt. El preu de la galeria per tenir el treball permanent es va situar en 100.000 dòlars i es va llançar un important projecte de captació de fons. Aquest preu significava aproximadament 10 dòlars per polzada i a la sala de la galeria es va mostrar una còpia de la pintura coberta en quadrats blancs d'una polzada i per cada donació de deu dòlars s'anava retirant una de les peces. Amb la participació d'escoles, grups d'esglésies i d'altres, els diners es van recaptar en menys d'un any i es va comprar la pintura per a la col·lecció permanent.

## National Gallery de Londres
La National Gallery de Londres guarda una representació posterior i molt diferent de l'escena, datada cap a 1575 - 1580, que es va encarregar per a l'església de San Trovaso, també fent parella amb un Últim Sopar. És una imatge molt més íntima que la versió de San Marcuola. Està situada en una habitació molt més petita i Crist és al centre de la pintura, rentant de nou els peus de Sant Pere mentre els altres deixebles es reuneixen al seu voltant.

### Materials pictòrics
La pintura va sofrir una neteja i restauració minuciosa a la National Gallery poc abans de 1979. Els restauradors de la Gallery van investigar els aspectes tècnics de l'obra i els materials pictòrics utilitzats per Tintoretto. Els principals pigments d'aquesta pintura són el blau ultramar, els vermells (kermes, vermell d'alizarina i colorant lac), la malaquita i l'atzurita. Tintoretto també va utilitzar els rars pigments de sulfur d'arsènic realgar i orpiment. Podeu trobar una anàlisi il·lustrada del pigment a ColourLex.
Va romandre a San Trovaso fins que un col·leccionista britànic la va comprar cap al 1797. Finalment va arribar a la possessió dels ducs de Hamilton, on va ser exhibida al Palau Hamilton. El 1882 la família va vendre una gran part de la seva col·lecció i la National Gallery va comprar el Tintoretto.

## Santo Stefano i San Moisè
A Venècia romanen dues pintures de les escenes de Tintoretto a les esglésies originals per a les quals es van encarregar. Totes dues són posteriors a la carrera de Tintoretto. Una està a l'església de Santo Stefano i l'altra a San Moisè.